# Imam Hoesseinmoskee (Koeweit)
De Imam Hussein-moskee, in de stad Koeweit, is de grootste sjiitische moskee in de Staat Koeweit. De gebedsruimte biedt plaats aan ongeveer 4.000 tot 5.000 mannen en 500 tot 1.000 vrouwen. De moskee werd gebouwd in 1986 en bleef ongedeerd tijdens de invasie van Koeweit in 1990.